# Нортвудс (Мисури)
Нортвудс (енгл. Northwoods) град је у америчкој савезној држави Мисури.

## Демографија
По попису из 2010. године број становника је 4.227, што је 416 (-9,0%) становника мање него 2000. године.
| Група             | 2000.         | 2010.         |
| Белци             | 290 (6,2%)    | 182 (4,3%)    |
| Афроамериканци    | 4.302 (92,7%) | 3.971 (93,9%) |
| Азијати           | 6 (0,1%)      | 12 (0,3%)     |
| Хиспаноамериканци | 10 (0,2%)     | 10 (0,2%)     |
| Укупно            | 4.643         | 4.227         |